# Fredrik Horn
Fredrik Horn (Oslo, 8 giugno 1916 – Oslo, 18 novembre 1997) è stato un calciatore norvegese, di ruolo difensore.

## Carriera

### Club
Horn, soprannominato Fingern, collezionò quasi 200 presenze per il Lyn Oslo.

### Nazionale
Horn giocò 2 partite per la Norvegia e partecipò ai Giochi della XI Olimpiade. Esordì il 26 luglio 1936, sostituendo Øivind Holmsen nel successo per 3-4 sulla Svezia, a Stoccolma.